# Benedetta Pilato
Benedetta Pilato (Taranto, 2005. január 28. –) junior Európa- és világbajnok, világbajnoki ezüstérmes olasz úszónő.

## Sportpályafutása
2018. december 1-jén, tizenhárom éves korában ezüstérmet nyert 50 méteres mellúszásban az olasz nyílt országos bajnokságon.
2019. június 3-án a Kazanyban rendezett ifjúsági Európa-bajnokságon aranyérmet nyert az 50 méter mellúszásban, új Európa-bajnoki rekordot úszva. Két nappal később a 4x100-as női vegyes váltó tagjaként ezüstérmes lett.
2019. július 27-én a kvangdzsui világbajnokságon 50 méteres mellúszásban ezüstérmes lett Lilly King mögött, miután az előfutamban új országos csúcsot úszott. Federica Pellegrini rekordját megdöntve a sportág legfiatalabb olasz világbajnoki érmese lett. 2019 végén egy nap alatt három junior-világcsúcsot úszott, és aranyérmet nyert 50 méter mellen a skóciai Glasgow-ban rendezett felnőtt rövid pályás úszó-Európa-bajnokságon, ugyanakkor a 4 × 50 méteres vegyes váltóval ezüstérmet szerzett.

## Egyéni rekordjai
| Versenyszám | Időeredmény    |
| ----------- | -------------- |
| 50 m mell   | 29,98 (2019)   |
| 100 m mell  | 1,08,22 (2019) |

## Eredményei
| Év   | Verseny                 | Helyszín  | Versenyszám          | Eredmény | Időeredmény | Megjegyzés, forrás |
| ---- | ----------------------- | --------- | -------------------- | -------- | ----------- | ------------------ |
| 2019 | Junior Európa-bajnokság | Kazany    | 50 m mell            | Arany    | 30,16       | Európa-rekord      |
| 2019 | Junior Európa-bajnokság | Kazany    | 4×100 m vegyes váltó | Ezüst    | 4,05,66     |                    |
| 2019 | Világbajnokság          | Kvangdzsu | 50 m mell            | Ezüst    | 30,00       | [ 7 ]              |
| 2019 | Junior világbajnokság   | Budapest  | 50 m mell            | Arany    | 30,60       |                    |